# Fontidessus
Fontidessus es un género de coleópteros adéfagos de la familia Dytiscidae. 

## Especies
- Fontidessus ornatus	Miller 2008
- Fontidessus toboganensis	Miller & Spangler 2008
- Fontidessus wheeleri	Miller 2008